# 小行星7416
小行星7416（英語：7416 Linnankoski）是一颗围绕太阳公转的小行星。1990年11月16日，艾瑞克·怀特·埃尔斯特在拉西拉天文台发现了此天体。
这颗小行星的绝对星等为288.6508164622185等。